# Torneo di San Pietroburgo 1914

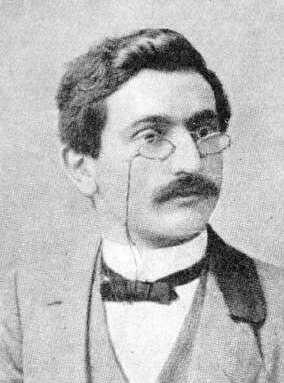
Emanuel Lasker, vincitore del torneo

Il torneo di San Pietroburgo 1914 è stato un importante torneo di scacchi, organizzato per celebrare il 10º anniversario del circolo di scacchi di San Pietroburgo. È chiamato anche il torneo degli Zar perché i drammatici eventi storici che seguirono negli anni successivi (la rivoluzione d'ottobre) ne fecero l'ultimo grande torneo di scacchi giocato nella Russia zarista.

## Organizzazione
Il comitato organizzatore, presieduto da Peter Saburov, intendeva invitare i migliori venti giocatori dell'epoca, con il campione del mondo in carica  Emanuel Lasker, l'astro nascente José Raúl Capablanca e i due vincitori del torneo "di tutte le Russie" del 1913/14, Aleksandr Alechin e Aaron Nimzowitsch.
Molti invitati non accettarono di partecipare adducendo varie ragioni: Amos Burn, Richard Teichmann e Simon Winawer a causa dell'età avanzata; Géza Maróczy, Carl Schlechter, Rudolf Spielmann, Savelij Tartakover, Milan Vidmar e Max Weiss non accettarono per le tensioni politiche che c'erano in quel periodo tra la Russia e l'Impero austro-ungarico (sfociate poi nella prima guerra mondiale).
Alla fine parteciparono al torneo undici giocatori di sei diversi paesi: Russia, Germania, Francia, Regno Unito, Stati Uniti e Cuba.
Tutti i partecipanti ottennero un ottimo rimborso spese. A Lasker fu riconosciuto un premio di ingaggio di 4.500 rubli per il suo primo torneo in cinque anni e anche Capablanca fu molto ben pagato per accettare di giocare. Per ogni partita vinta o pattata era prevista una somma in denaro o altri indennizzi.
Il torneo si giocò dal 21 aprile al 22 maggio nei locali del circolo di scacchi di San Pietroburgo. Il tempo di riflessione era fissato in 2 ore per 30 mosse, poi un'ora e 30' per 22 mosse e 15 mosse all'ora per finire la partita.
Era previsto un torneo preliminare con accesso ad una finale a doppio turno per i primi cinque classificati.

## Torneo preliminare
Capablanca si impose nettamente con un gioco di altissimo livello. La grande sorpresa fu l'eliminazione di Rubinstein. Anche il risultato di Nimzowitsch deluse le aspettative dei russi, lasciando solo Alechin a rappresentare il paese ospitante nella finale. 
|    | Giocatore            | Paese        | 1 | 2 | 3 | 4 | 5 | 6 | 7 | 8 | 9 | 10 | 11 | Totale |
| 1  | José Raúl Capablanca | Cuba         | * | ½ | ½ | 1 | ½ | 1 | ½ | 1 | 1 | 1  | 1  | 8      |
| 2  | Emanuel Lasker       | Germania     | ½ | * | ½ | ½ | ½ | 0 | 1 | ½ | 1 | 1  | 1  | 6 ½    |
| 3  | Siegbert Tarrasch    | Germania     | ½ | ½ | * | ½ | ½ | 1 | ½ | 1 | 1 | 0  | 1  | 6 ½    |
| 4  | Aleksandr Alechin    | Impero russo | 0 | ½ | ½ | * | 1 | ½ | 1 | ½ | ½ | ½  | 1  | 6      |
| 5  | Frank James Marshall | Stati Uniti  | ½ | ½ | ½ | 0 | * | 1 | ½ | ½ | 1 | 1  | ½  | 6      |
| 6  | Ossip Bernstein      | Impero russo | 0 | 1 | 0 | ½ | 0 | * | ½ | ½ | ½ | 1  | 1  | 5      |
| 7  | Akiba Rubinstein     | Polonia      | ½ | 0 | ½ | 0 | ½ | ½ | * | ½ | ½ | 1  | 1  | 5      |
| 8  | Aaron Nimzowitsch    | Impero russo | 0 | ½ | 0 | ½ | ½ | ½ | ½ | * | 0 | ½  | 1  | 4      |
| 9  | Joseph Blackburne    | Regno Unito  | 0 | 0 | 0 | ½ | 0 | ½ | ½ | 1 | * | 0  | 1  | 3 ½    |
| 10 | David Janowski       | Francia      | 0 | 0 | 1 | ½ | 0 | 0 | 0 | ½ | 1 | *  | ½  | 3 ½    |
| 11 | Isidor Gunsberg      | Regno Unito  | 0 | 0 | 0 | 0 | ½ | 0 | 0 | 0 | 0 | ½  | *  | 1      |

## Finali
Tutti si aspettavano una vittoria del cubano, ma evidentemente la sua eccessiva sicurezza di vincere lo tradì e, così giravano le voci, si concesse qualche passatempo di troppo col gentil sesso di San Pietroburgo. La performance di Lasker fu incredibile: il suo punteggio di 7 su 8 giocando contro quattro tra i più forti giocatori del mondo probabilmente non è più stato eguagliato.
Oltre ai premi di ingaggio e per le partite vinte o patte, Lasker intascò 1200 rubli, Capablanca 800, Alechin 500, Tarrasch 300 e Marshall 250 rubli.
|    | Giocatore            | Paese        | Prel. | 1   | 2   | 3   | 4   | 5   | Totale |
| 1° | Emanuel Lasker       | Germania     | 6 ½   | * * | ½ 1 | 1 1 | 1 ½ | 1 1 | 13 ½   |
| 2° | José Raúl Capablanca | Cuba         | 8     | ½ 0 | * * | ½ 1 | 1 0 | 1 1 | 13     |
| 3° | Aleksandr Alechin    | Impero russo | 6     | 0 0 | ½ 0 | * * | 1 1 | 1 ½ | 10     |
| 4° | Siegbert Tarrasch    | Germania     | 6 ½   | 0 ½ | 0 1 | 0 0 | * * | 0 ½ | 8 ½    |
| 5° | Frank Marshall       | Stati Uniti  | 6     | 0 0 | 0 0 | 0 ½ | 1 ½ | * * | 8      |
Al termine del torneo venne offerto un grande banchetto con la presenza dell'élite di San Pietroburgo. Il famoso musicista Sergej Prokof'ev diede un recital di pianoforte.

## Curiosità
Lo scrittore nord-irlandese Ronan Bennett ha ambientato il suo romanzo: Zugzwang. Mossa obbligata a San Pietroburgo durante questo torneo.